# 森下美怜
森下 美怜（もりした みれい）は、日本の元AV女優。バンビプロモーションに所属していた。

## 略歴・人物
2018年4月25日、E-BODYの専属女優「相沢夏帆（あいざわ かほ）」としてデビュー。小柄で巨乳のAV女優。趣味はアイドル鑑賞。RIGHT所属。
相沢夏帆時代の自身のツイッターでは生年月日は1998年6月17日生まれとなっていた。
同年7月19日、「森下美怜」として新たにツイッターを開始し、所属事務所をバンビプロモーションに移し改名したことを報告。

## 出演作品

### アダルトDVD

#### 「相沢夏帆」名義
2018年
- 西●袋の居酒屋で働くスーパー美巨乳Gカップ看板娘(19歳)が遂に脱いだ！! 1ヶ月半密着で口説き落としAV出演! E-BODY専属デビューするまでの一部始終をご覧あれ!（4月19日、E-BODY、EBOD-629）
- 日焼けあとが眩しい Hcup巨乳女子大生AVデビュー（4月19日、OPPAI、PPPD-659）※「美波りな」名義
- 就職辞めてAVデビュー（4月25日、本中、HND-504）※「宇野あすか」名義
- 年上美人の下着を物色中「こんな年増女の下着で欲情するの?」と…女として見られる悦びからか「本当に私なんかでいいの?」と欲求不満な身体で精液搾取（6月1日、DOC）
- ニーハイ小悪魔 制服美少女（6月7日、BeFree、BF-545）
- 円女交際 早漏即イキドM生徒撮影 oKガチ円光 親父独占不買娘（6月7日、パコパコ団とゆかいな仲間たち、PKPD-029）
- いつでも中出しさせてくれる僕だけの女子●生アイドル（6月8日、宇宙企画、MDTM-373）
- 家庭教師が巨乳受験生にした事の全記録 隠撮カメラFILE（6月21日、グローリークエスト、GVG-701）
- 彼女の妹をおっパブで発見! 巨乳を揉みまくってこっそり中出し（7月1日、ワンズファクトリー、WANZ-774）
- 突然背後からねっとり乳揉みされ嫌がりながらも発情快楽堕ち!胸を揉みしだかれ体をよじらせ連続胸イキする巨乳敏感乳首美女! 2（7月6日、DOC）
- 健康診断にやってきた生理前の巨乳娘にイタズラしまくって中出ししちゃいました。（7月7日、アパッチ）
- 妄想アイテム究極進化シリーズ 膨乳少女 僕が発明したバストアップマシーンで貧乳の妹が風船みたいなおっぱいに巨乳化!?（7月12日、ROCKET、RCTD-124）
- スピリチュアルナンパ #01（7月12日、MERCURY）※「美鈴」名義
- ナンパJAPAN検証企画! 「絆を深めるには混浴が一番って知ってましたか?」 街で見かけた男女の友達同士が二人きりで初めての混浴体験! Gカップ↑★★巨乳★★女子大生編!! 但し用意された水着は極小マイクロビキニのみ!場所はラブホテルのジャグジー! ポロリ不可避な良質オッパイの誘惑に友達関係を保つ事はできるのか!?（7月25日、ナンパJAPAN）
- SEXの逸材。 Vol.22 ドスケベ素人の衝撃的試し撮り 性癖をこじらせてプレステージに自らやって来た本物素人さん達の顛末（8月3日、プレステージ）
- 激カワ巨乳女子●生のえげつないハメ潮SEX（8月10日、REAL、XRW-531）
- 嫁の連れ子がGcup（8月10日、宇宙企画、MDTM-401）
- 幼馴染のデカ尻に我慢できない!! 無防備な誘惑に耐えきれず激突きバック中出ししちゃった僕…（8月13日、MOODYZ、MIAE-290）
- 「日焼けあとのアフターケアに」小麦肌女子大生を狙った 爆乳もみしだき性感開発エステ（8月13日、E-BODY、EBOD-650）
- 濡れ透け女子大生の勝負下着に我慢できなくて… 雨宿り監禁中出しレ×プ（8月19日、OPPAI、PPPD-691）
- 我が家の巨乳娘が性欲強い親父に混ざって濡れ透け姿でアルバイトをする事になりまして…（9月1日、MOODYZ、MIAE-294）
- 背後から迫る乳モミ痴漢に開発された巨乳女子大生（9月7日、プレミアム、PRED-101）
- 勃起させて喜ぶ小悪魔ロリっ娘 (9月20日、アイエナジー、IENE-929)

#### 「森下美怜」名義
2018年
- 神楽坂プロモーション 美玲/Gカップ/18才 (11月1日、キチックス/妄想族) ※「美玲」名義
- 敏感激カワGカップ女子大生 絶叫、潮吹き、痙攣しながらイキまくり (11月8日、unfinished、URKK-017)
- エロ妄想が暴走した文系少女サークルに性実験された僕たち… (11月13日、MOODYZ、MIRD-182)
- 可愛い顔してデカ尻!! (11月20日、MARRION、MMKZ-052)
- 寝ている女子○生の妹にイタズラしていたら逆に生ハメを求められて、もう発射しそうなのにカニばさみでロックされて逃げられずそのまま中出し!3 (11月22日、アイエナジー、IENE-947)
- 特別潜入捜査官 拉致されイカされた潮吹き巨乳捜査官! (11月24日、シャーク、FPX-001)
- 時間が止まる女子便所 強制排尿中出しレ×プ!!停止解除でパニック噴射!! (12月1日、ワンズファクトリー、WANZ-815)
- 素人セーラー服生中出し（改）139 絶頂おもらし96cm超Gカップロケット乳女学生×身長150cm純情ビッチ爆乳×生中出し (12月1日、プラム)
- 絶対制服挑発美少女 挑発したら逆襲されてヤラれました!! (12月7日、桃太郎映像出版、YMDD-142)
- 揺れまくりトロけるおっぱい激ピストンFUCK (12月7日、h.m.p、HODV-21342)
- 肉体接待を強要された巨乳若女将 (12月13日、オーロラプロジェクト・アネックス、APNS-097)
- カキタレ (12月14日、バルタン、TMCY-119)

2019年
- 過激なナースだらけで患者が退院したがらない人気病院に入院した僕のハレンチ入院生活2 (1月11日、BAZOOKA)
- 教え子と生中出し温泉旅行 みれいちゃん (1月11日、宇宙企画、MDTM-469)
- 極エロパーフェクトボディで兄を誘惑する小悪魔痴女妹と禁断の中出し交尾 (1月15日、ケードライブ、KTRA-091)
- 10000mlの小便 大量のオシッコをM男にぶっかけ、飲ませて喜ぶド変態痴女 (2月1日、OFFICE K'S) ※「AV OPEN 2018」マニア・フェチ部門 エントリー作品
- S-Cute 4時間まるごと美少女-可愛い子が感じて、喘いで、イク!AVの基本ここに完成!（2月1日、S-Cute） ※「AV OPEN 2018」素人部門 エントリー作品
- 彼女と間違えて妹と即ハメ生ピストン!気づいたのは膣中出しの最中だった! (2月8日、SCOOP、SCPX-336)
- 弄ばれて無理やり犯されてるけど、本当はSEX大好き!中出し大好き!巨乳美人ナース♡ (2月12日、ローリーズスタイル、LORS-005)
- 緊縛解禁!ごっくん解禁!喉奥ご奉仕いいなり精飲口衆便女メイド (2月19日、MVG、MVSD-377)
- 妹のおっぱいを吸い続けて、10年になりました。 (2月21日、SODクリエイト、SDMU-931)
- 「私のオシッコ飲んで?」小便を飲ませて興奮する変態制服美少女 (2月22日、宇宙企画、MDTM-490)
- 一人暮らしのボクの部屋に泊まりに来た巨乳の従姉妹が翌朝、ノーブラで僕の白いYシャツを着ていた! 3 (2月22日、SCOOP、SCPX-341)
- 彼女が2泊3日の旅行で居ない間に既婚者の元カノと3日間ハメまくったイケナイ純愛記録 (2月22日、人妻花園劇場、HZGD-106)
- びしょ濡れ女子●生痴漢バス (2月22日、TMA、T28-553)
- 人間牧場 2 (2月22日、TMA、27ID-009)
- ほしがり美少女（3月1日、S-Cute）
- 我が家のエロQさん (3月7日、グローリークエスト、GVG-831)
- 一般男女モニタリングAV 愛されお嬢様女子大生vsぼっち童貞男子 平成最後のヤれんのか!?素人参加型一泊二日のリアルお泊りドキュメント (3月7日、ディープス)※「ゆい」名義
- 着衣M男狩り ぴたぴたジーンズハラスメント (3月14日、M男パラダイス、MOPG-037)
- 世界一コンドームをパンパンに膨らます男の中出しドッカーンSEX (3月19日、ROOKIE、RKI-487)
- 神パンスト 森下美怜 人妻や母、働く制服OL等やらしい熟女の美脚を包んだ生ナマしいパンストを完全着衣でムレた足裏からつま先を味わい尽くす!オナニーや顔騎や足コキ、時には中出し時にはお尻にコスってぶっかけとやりたい放題! (3月21日、親父の個撮、OKP-032)
- 驚愕!SEXの天才!Gカップ149cmの制服美少女ハメ撮り 欲しがり娘は超ド級ハメ潮＆イキ過ぎ体質!しかもオトコ殺しのガチ淫乱! (3月25日、オーロラプロジェクト・アネックス、APKH-098)
- 変態小悪魔巨乳痴女のいいなり性玩具になる悦び (3月26日、MEGAMI、MGMQ-034)
- 真向いの人妻が無防備すぎてつい覗いていたら 股をひろげてオナりはじめた彼女と目があってしまった…（4月12日、Z-MEN)
- 巨乳テニス女子中出し (4月23日、ケードライブ)
- ムッチリ女子校生ブルマ尻 (4月26日、デジタルアーク)
- 追姦 さや（4月26日、ワープエンタテインメント、WZEN-022）
- 爆乳 BUNNY STYLE (5月14日、ゲインコーポレーション、BHG-029)
- 実録! 「絶対に妊娠させる男VSオチ○ポ大好きドスケベ美女」 全ては孕ませる為に!!!! 凄テクを駆使して徹底的にイカせ、ヒクヒク痙攣してきたらオマ○コ準備OKのサイン!!! オナ禁一週間の超濃厚ザーメンどっぷり大量中出し!!!!（5月17日、SCOOP、SCPX-356）
- ヤレる人妻回春マッサージ 24 〜中出し交渉盗撮〜（6月1日、変態紳士倶楽部）
- 女殺淫縛蟻地獄 第八幕:食い込む縄で狂った蜜肉は濡れそぼり 鬼畜の前で絶頂を繰り返す新人捜査官 (6月13日、Baby Entertainment、DINA-008)
- 墜とされた女将と娘 母娘同時強制懐妊 孕むまで輪姦され、精液を注がれ続ける2人の美麗奴 (6月13日、オーロラプロジェクト・アネックス、APNS-125)
- 義父の家に預けられた巨乳若妻は涎を垂らし小便まき散らしてイカされ続けて飼い慣らされる (6月16日、MAXING、MXGS-1108)
- ベロチュー大好き小悪魔メイドの唾液たっぷりご奉仕中出しSEX (6月28日、宇宙企画、MDTM-537)
- 産婦人科痴漢!!8 何も知らない幼な妻に治療と称して中出しまでっ!! (7月5日、アットワンコミュニケーション、UMD-691)
- 巨乳新人ナースは患者イジメする糞ビッチ!嬲り尽しイカセ調教で、人格崩壊ギリギリの下克上レ●プ!! 今では患者の輪姦チ●ポを悦んで丸呑みする (7月7日、山と空、SORA-224)
- 産婦人科痴漢!! 8  何も知らない幼な妻に治療と称して中出しまでっ!!（7月5日、LEO）
- あなただけの専属保育士付きおっぱい保育園 (10月7日、unfinished、URKH-004)
- 同僚OL4人旅!逆ナン中出し温泉旅行 (10月11日、SCOOP)

### VR

#### 「相沢夏帆」名義
- 美巨乳 高級風俗嬢 たっぷりサービスさせて頂きます。（2018年5月25日、ブイワンVR）
- 妹を玩具責めして中出しSEX（2018年5月26日、宇宙企画VR）
- 年上美人の下着を物色中「こんな年増女の下着で欲情するの？」と…女として見られる悦びからか「本当に私なんかでいいの？」と欲求不満な身体で精液搾取（2018年6月1日、プレステージ）
- おねだりFカップ 女子●生にナマ挿入生密着ぬぷぬぷ中出しSEX!（2018年7月10日、宇宙企画VR）
- 日焼け跡が眩しすぎる巨乳でかわいい彼女と密着グチョ濡れ熱帯SEX! 日焼け跡がくっきりわかるほど焼けた肌が敏感すぎて何度も絶頂!一度のSEXでは物足りない日焼け美女は何度も生チ○ポを求め、真夏のおねだり連続中出しSEX!!（2018年8月17日、DOC VR）
- 凄腕ナンパ仲間と乱交パーティVR!! チチ感たっぷりのGカップ女子大生(20才)2人組と宅飲み!酒慣れしていない大学デビュー娘たちは強引なボディタッチも即OKに! もつべきものは友達とオッパイ!巨乳揺らしまくりの中出し乱交パーティしちゃいました!!（2018年8月19日、ナンパJAPAN VR）

#### 「森下美怜」名義
- 最低最悪凌辱レ●プ〜目の前で行われた妹への残虐輪姦〜 (2018年12月21日、CASANOVA)
- 舞い散るチップ上乗せ!!上乗せ!!AV業界人が通い詰めるバニーガールキャバクラ!大量にチップばらまいてたら、生中出しSEXまでできた!実際にあった有りそうで無いようなエロい話! (2019年1月15日、KMPVR)
- 妹風俗でかわいい妹達に中出しハーレム天国プレイ! (2019年1月15日、KMPVR)
- 美大にモデルのバイトに行ったらまさかの全裸デッサンモデルだった!しかも全員爆乳美女!全員にチ〇ポを弄ばれるVR (2019年1月18日、Fitch)
- 高画質 森下美怜 みんなが見るから…大人しい女の子が変態女に変貌して、大潮噴き!激イキ!痙攣!2連続中出し! (2019年1月18日、マックス・エー)
- 不感症の彼女を3日間AV男優に預けたらビックビクの全身性感帯になった話 (2019年1月24日、KMPVR)
- 大学のダンスサークルに入部したら男はボク一人!しかも全員巨乳で全裸で踊っていた!もの凄い腰振りで即絶頂!即中出し! (2019年2月22日、ワンズファクトリー)
- 巨乳で可愛い彼女と二人の部屋で毎日ヤリまくり…だがそれがいい (2019年2月26日、KMPVR -彩- )
- HQ高画質対応 エッチなお世話もしてくれるロリっ子家政婦 (2019年3月15日、CASANOVA)
- 意識不明VR【HQ最高画質60P】ナンパされて泥酔し家に連れ込まれレイプされたのに気づかないで翌朝起きてからラブラブSEXする巨乳ちゃん (2019年4月19日、ちんちんVR)